# La Fin de Paganini
Pour plus de détails, voir Fiche technique et Distribution.
La Fin de Paganini est un film muet français réalisé par Étienne Arnaud et Louis Feuillade et sorti en 1911.

## Fiche technique
- Réalisation  : Étienne Arnaud et Louis Feuillade
- Scénario : : Abel Gance
- Société de production : Société des Établissements L. Gaumont
- Pays de production :  France
- Langue : film muet avec les intertitres en français
- Métrage :
- Format : Noir et blanc — 35 mm — 1,33:1 — Muet
- Genre : Film dramatique
- Durée : inconnue
- Date de sortie : 
  - France : septembre 1911

## Distribution
- Renée Carl
- Gaston Séverin
- Georges Wague